# Consiglio generale (Andorra)
Il Consiglio generale di Andorra (in catalano: Consell General d'Andorra), talvolta chiamato con l'antico nome di Consell General de les Valls (in italiano "Consiglio generale delle Valli"), è il parlamento unicamerale di Andorra e tiene le sue sedute nella Casa de la Vall.

## Elezione
È formato da ventotto membri eletti per quattro anni. Quattordici di questi sono eletti in modo proporzionale in una circoscrizione nazionale, e gli altri quattordici sono eletti nelle sette parrocchie che formano il Paese. Questo modo di elezione risale a prima del 1997 quando ogni parrocchia eleggeva 4 deputati, quando poi è stata istituita la circoscrizione nazionale.
Il Consell, che è soggetto ai coprincipi, elegge il capo del governo. Questi poi designa il governo, che sarà formato da un minimo di sette ministri. Il Consell General d'Andorra è presieduto dal síndic general (sindaco generale) e dal subsíndic general (vicesindaco generale). In assenza di questi, la presidenza viene assunta dal consigliere della Parrocchia di Canillo.

## Storia
È da ricordare che l'attuale Parlamento andorrano trae le sue origini dal Consiglio della Terra (Consell de la Terra), istituito l'11 febbraio 1419.